# 黒田悦子
黒田 悦子（くろだ えつこ、1938年 - ）は、日本の文化人類学者。専攻は民族社会文化論・中米人類学。国立民族学博物館名誉教授、総合研究大学院大学名誉教授。

## 来歴・人物
東京大学大学院社会学研究科博士課程単位修得退学。メキシコ、スペイン、アメリカ合衆国、カナダなどにて調査研究に従事。国立民族学博物館助教授、同教授を経て、2001年定年退職、同名誉教授。その後は甲南女子大学教授を務めた。
1983年　東京大学　社会学博士　論文の題は「Under Mt. Zempoaltepetl : social organization and rituals of the highland Mixe of Oaxaca Mexico (センポアルテペトゥル山の麓で :)。」

## 主な著作

### 単著
- 『フィエスタ―中米の祭りと芸能』（平凡社、1988年）
- 『スペインの民俗文化』（平凡社選書、1991年）
- 『先住民ミへの静かな変容―メキシコで考える』（朝日選書、1996年）
- 『メキシコのゆくえ-国家を超える先住民たち』（勉誠出版、2013年）

### 編著
- 『民族の出会うかたち』（朝日選書、1994年）
- 『メキシコ系アメリカ人―越境した生活者 国立民族学博物館研究叢書 (2)』（国立民族学博物館、2000年）
- 『民族の運動と指導者たち―歴史のなかの人びと』（山川出版社、2002年）

### 共編著
- 『儀礼―文化と形式的行動』（青木保との共編 東京大学出版会、1988年）